# Roger Caillois
Roger Caillois, né le 3 mars 1913 à Reims et mort le 21 décembre 1978 au Kremlin-Bicêtre, est un écrivain, sociologue et critique littéraire français, traducteur de Borges.

## Biographie
Roger Caillois fait toutes ses études secondaires à Reims, habitant pendant sa jeunesse au 75 de la rue Hincmar, en face de la maison de Roger Gilbert-Lecomte. Il ne tarde pas à entrer en contact avec les membres de la revue Le Grand Jeu, soumettant ses premiers textes à Roger Gilbert-Lecomte et à René Daumal.
Venu à Paris en 1929 pour y préparer le concours de l'École normale supérieure (ENS), il suit une classe d'hypokhâgne, puis de khâgne, au lycée Louis-le-Grand ; il est reçu à l'ENS de la rue d'Ulm en 1933, où il prépare l'agrégation de grammaire, qu'il obtient en 1936.
Durant cette période, il entre en contact avec André Breton, à la suite de sa réponse à une enquête sur la littérature. Il prend part aux activités du groupe, se liant d'amitié avec notamment Salvador Dalí, Paul Éluard, Max Ernst.
Caillois rompt avec le surréalisme en 1935 en publiant sa lettre ouverte à André Breton, pour se rapprocher d'anciens surréalistes comme Tzara et Aragon autour de la revue Inquisitions. La revue entend mener une étude scientifique et rigoureuse des phénomènes humains, en se plaçant sous le signe d'un nouveau rationalisme inspiré par Gaston Bachelard. Au surréalisme succède donc le « surrationalisme ». En 1937, Caillois critique la Naturphilosophie et l'usage abusif que les romantiques allemands ont fait selon lui des données scientifiques disponibles en 1800. Il prend parti pour Fichte en qui il voit un défenseur de la raison systématique contre les excès de l'intuition et de la mysticité. Caillois craint que les poètes de son temps ne reproduisent la même attitude et s'emparent de la physique quantique et de la théorie de la relativité pour construire des analogies pseudo-scientifiques. Il écrit qu'« il est temps de recourir à la dictature de la rigueur ».
Il publie un article sur Dionysos dans la revue Acéphale de Georges Bataille et collabore à La Nouvelle Revue française à partir de 1935. Cofondateur, avec Bataille et Michel Leiris, du Collège de sociologie, Caillois fait, en 1938, la rencontre de la femme de lettres, éditrice et mécène argentine Victoria Ocampo, qui l'invite à séjourner chez elle, en Argentine, durant la Seconde Guerre mondiale. S'engageant pour la France libre, il rallie le comité français libre local, dirige, pendant ces années-là, l'Institut français de Buenos Aires et lance la revue Les Lettres françaises, à laquelle il travaille aidé de son épouse, Yvette, venue le rejoindre en Argentine en 1940 (de cette première union est née en France, en 1940, son seul enfant "biologique", une fille prénommée Catherine, restée en France tout au long de la Seconde Guerre mondiale).  
Caillois divorce de son épouse Yvette peu de temps après leur retour de Buenos Aires, en 1945.
De retour en France, il anime chez Gallimard la collection « La Croix du Sud », spécialisée dans la littérature sud-américaine, traduit et publie les nouvelles fantastiques de Jorge Luis Borges qui, malgré des tensions entre eux, le reconnaîtra à plusieurs reprises comme son « inventeur ». On retrouve également dans cette collection les écrits de Pablo Neruda ou de Miguel Ángel Asturias. Il est également membre du conseil d'administration du centre culturel international de Royaumont.
Caillois est nommé haut fonctionnaire à l'Unesco dès 1948, où il occupe la direction de la division des lettres, puis du développement culturel. Il dirige la revue Diogène, indépendante mais subventionnée par l'UNESCO.
En 1955, il publie dans La Nouvelle Revue française un article intitulé « Illusions à rebours », dans lequel il expose ses réticences à la lecture de Race et Histoire de Claude Lévi-Strauss. Ce dernier lui répond dans l'article « Diogène couché », paru dans le numéro de mars des Temps modernes. Cet article est également cité par Aimé Césaire dans son Discours sur le colonialisme, et sert de base à une critique violente des positions de Caillois : « J'allais oublier la haine, le mensonge, la suffisance. J'allais oublier Roger Caillois ». Césaire voit dans sa défense de la « supériorité dans tous les domaines de l'Occident » le signe que « jamais l'Occident, dans le temps même où il se gargarise le plus du mot, n'a été plus éloigné de pouvoir assumer les exigences d'un humanisme vrai, de pouvoir vivre l'humanisme vrai – l'humanisme à la mesure du monde ».
En 1957, Caillois épouse en secondes noces Alena Vichrova (de nationalité slovaque, ex-Tchécoslovaquie), rencontrée à l'Unesco et mère d'un garçon, Jan, qu'il élèvera.
En 1971, il est élu à l'Académie française, dont il sera membre pendant 7 ans, au fauteuil 3, succédant ainsi à Jérôme Carcopino (et précédant Marguerite Yourcenar).
En 1977, il collabore avec Bernard Mandeville dans le cadre d'un ouvrage collectif sur le peintre.
Roger Caillois meurt en 1978 ; il repose au cimetière du Montparnasse (division 26, grand cimetière) où sa sépulture, « dalle rose et gris de grès d'Auvergne dominée par une stèle où est emprisonnée une ammonite fossile géante », est une œuvre de Nicolas Carrega ; sa seconde épouse est à ses côtés depuis son décès en 1984.

## Hommages
Octavio Paz lui rend hommage dans un article du Monde au lendemain de sa mort.
Marguerite Yourcenar lui consacre un essai, son discours du récipiendaire à l'Académie Française, dédié à « L’homme qui aimait les pierres ».
En 1990, le peintre péruvien Herman Braun-Vega lui rend hommage dans un tableau intitulé Le mythe et l'enfant.
Un prix Roger-Caillois est créé en son honneur.

## Postérité

### Dation de 1984-1988
Entre 1984 et 1985,  217 spécimens sur environ 1 300 de la collection de Roger Caillois sont réservés par acte notarié en vue d'une dation « Alena et Roger Caillois » au Muséum national d'histoire naturelle. Cette liste comprend deux manuscrits, dont le premier, intitulé « Pierres anagogiques », est signalé par Alena Caillois comme « le dernier manuscrit de Roger Caillois ». Le titre du second document n'est pas inscrit et ne peut être identifié.
En 1988, ces minéraux ont été transférés et sont dorénavant conservés dans la Galerie de Minéralogie et de Géologie. Les deux manuscrits, dont Pierres anagogiques, n'ont pas été retrouvés ainsi qu'une dizaine de minéraux dont un grand cuivre natif du Michigan, intitulé Niobé par Caillois, et pesant environ 30 kilogrammes.

### Diffusion
En 2014, le Muséum fait paraître un beau-livre, Roger Caillois. La Lecture des pierres, présentant les plus beaux spécimens de la collection (alors réduite à la dation de 1984-1988), un synopsis et des photographies de François Farges, accompagnés par trois des textes que Caillois leur consacra (Pierres, L'Écriture des pierres et Agates paradoxales).
Seules 30 pièces sur les 217 de la collection Caillois ont été exposées dès 2014 dans deux vitrines de l'exposition « Trésors de la Terre ». Toutefois, une vitrine plus grande, qui présentait 25 spécimens, a été modifiée en 2023 : ces spécimens ont été retirés, car cette vitrine est désormais consacrée à la chute de météorites de Saint-Pierre-le-Viger, observée et récoltée par le réseau FRIPON. En 2025, seuls cinq minéraux de Caillois sont encore présentés dans l'exposition « Trésors de la Terre ».

### Mécénat 2017
En 2017, le Muséum a acquis plus d'un millier de pièces supplémentaires provenant du coeur de la collection de Caillois, grâce au mécénat de L'École des Arts Joailliers, fondée avec le soutien de la maison Van Cleef & Arpels. Ce second ensemble permet de reconstituer la collection de pierres de l'écrivain à, environ, plus de 95 %, collection qui avait donc été divisée en deux parties lors de la dation de 1984-1988. Le second ensemble fut entreposé chez certains héritiers d'Alena Caillois où certaines pièces furent endommagées ce qui impliqua un patient travail de restauration, notamment les calcaires toscans (paésines etc.). 
Ce corpus renferme une quinzaine de minéraux illustrés dans L'Écriture des pierres (1970), notamment deux calcaires dits "Le Château" et "Le Portrait". Par ailleurs, une centaine de spécimens correspondent à d'autres écrits de Caillois qui n'ont jamais été dévoilés ni illustrés, pas même de son vivant. Ce mécénat inclut également le catalogue autographe de l'écrivain concernant sa collection, ainsi que divers objets personnels, trois insectes narturalisés, des épreuves et des objets d'art, soit 1 049 références supplémentaires qui s'ajoutent aux 217 items de la dation.
Une infime partie de cette collection, de nouveau réunie, a fait l'objet d'une exposition en 2020, dans le cadre de la manifestation « Pierres précieuses » au Jardin des plantes à Paris, puis en 2023 à la Villa Médicis à Rome, dans le cadre de l'exposition « Histoires de pierres ».

### Redécouverte d'inédits (2023)
En 2023, François Farges a retrouvé et récolé à la médiathèque Valery-Larbaud de Vichy de nombreux manuscrits inédits de Caillois, essentiellement sur ses pierres (minéraux, roches et fossiles). Ces archives contiennent, notamment, les introductions originales de Pierres (1966) et de L'Écriture des pierres (1970) qui avaient été visiblement éliminées par les éditeurs des versions imprimées du vivant de l'écrivain. Un dossier contient des textes inédits et assez descriptifs autour d'agates, intitulé "Le Monde des agates".
Parmi ces dossiers, figure l'un des deux manuscrits de la dation de 1984-1988 au MNHN, intitulé « Pierres anagogiques ». Ce dossier contient deux textes intitulés « Un miroir sans tain » et « Agate anarchique (disparate) ». Mais, dans l'acte notarié de la dation, Pierres anagogiques est associé à une agate particulière qui, par ailleurs, est décrite dans un autre inédit, Pierres prescrites, qui forme la suite de Le firmament et le geôle (publié en 1978 puis en 1981). Ces quatre textes peuvent donc être regroupés.
Ces documents comprennent également un folio manuscrit de Caillois qui liste des titres d'œuvres, dont certaines ont été publiées séparément de son vivant (comme Randonnées, 1974 et Trois leçons des ténèbres, 1978). D'autres textes, inédits, comprennent Le bal des antipodes, Le Paillasse, La baignoire, L'ectoplasme, ainsi que Trois agates pseudo-didactiques, un écrit annoncé par Caillois dans Le fleuve Alphée (1978, p. 214), finalisé mais jamais publié de son vivant.  Ces écrits parlent  de pierres (spécimens particuliers, géographie physique, objets d'art, rêves) : agates, paésines et septaria. Ils permettent  de retrouver les noms originaux de nombreuses pierres de Caillois dont les titres avaient visiblement été créés au MNHN en 1988, puis étaient devenus « officiels » depuis. Ainsi, l'agate Petit Fantôme est, en réalité, Le Paillasse ; la calcite étiquetée « Femme à l'enfant » (illustrée ci-dessous) est, en vérité, L'officiant (Pierres réfléchies, 1975) et, enfin, le calcaire Monnaie naturelle (illustré ci-dessous) est, plus précisément, Maternité magdalénienne. Cette liste manuscrite semble constituer le synopsis d'un ouvrage en cours d'élaboration à l'automne 1978, sans titre indiqué, concernant la collection de pierres de l'écrivain. L'ensemble de ces textes a été regroupé par François Farges dans un ouvrage hypothétique, avec Le Monde de l'agate en introduction et Pierres anagogiques en conclusion. En prenant pour modèles les ouvrages tardifs Pierres réfléchies (1975) et Images de l'Univers (1991), dont les derniers chapitres donnent leur nom, cet ouvrage est alors intitulé, en accord avec Catherine Rizéa-Caillois, fille unique et ayant droit de l'écrivain, Pierres anagogiques.
L'ensemble de ces acquisitions de minéraux au MNHN et de ces découvertes de documents à Vichy fait l'objet d'une anthologie scientifique bilingue, Chuchotements et enchantements : les pierres inscrites de Roger Caillois (Whispers & Enchantments: The Inscribed Stones of Roger Caillois), qui se situe entre un essai scientifique autour de Caillois et de sa collection de pierres et un beau-livre électronique (PDF) de 1080 pages en libre accès. L'ouvrage inclut des extraits d'œuvres cardinales de Caillois mises en regard de plus de 900 clichés de ses pierres. Il restitue également certaines sculptures secrètes de l'écrivain, aussi dites « intermédiaires » (comprendre « entre nature et art »), des superpositions de minéraux à vocation artistique, qui ont été reconstituées d'après des documents d'archives. Il introduit également Pierres anagogiques puis divers hommages à l'écrivain.

Dation Roger Caillois
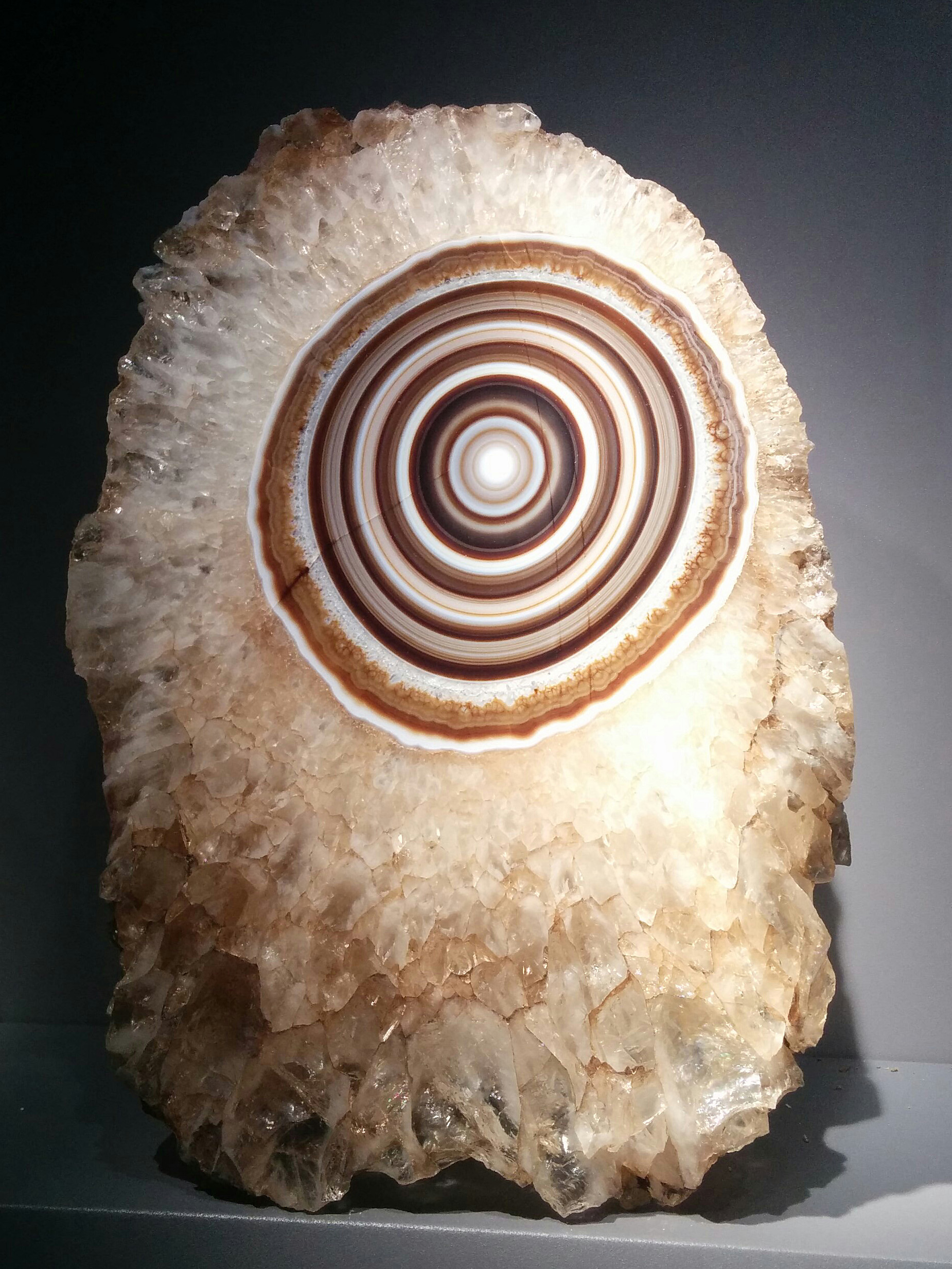
Quartz et calcédoine d'Uruguay.
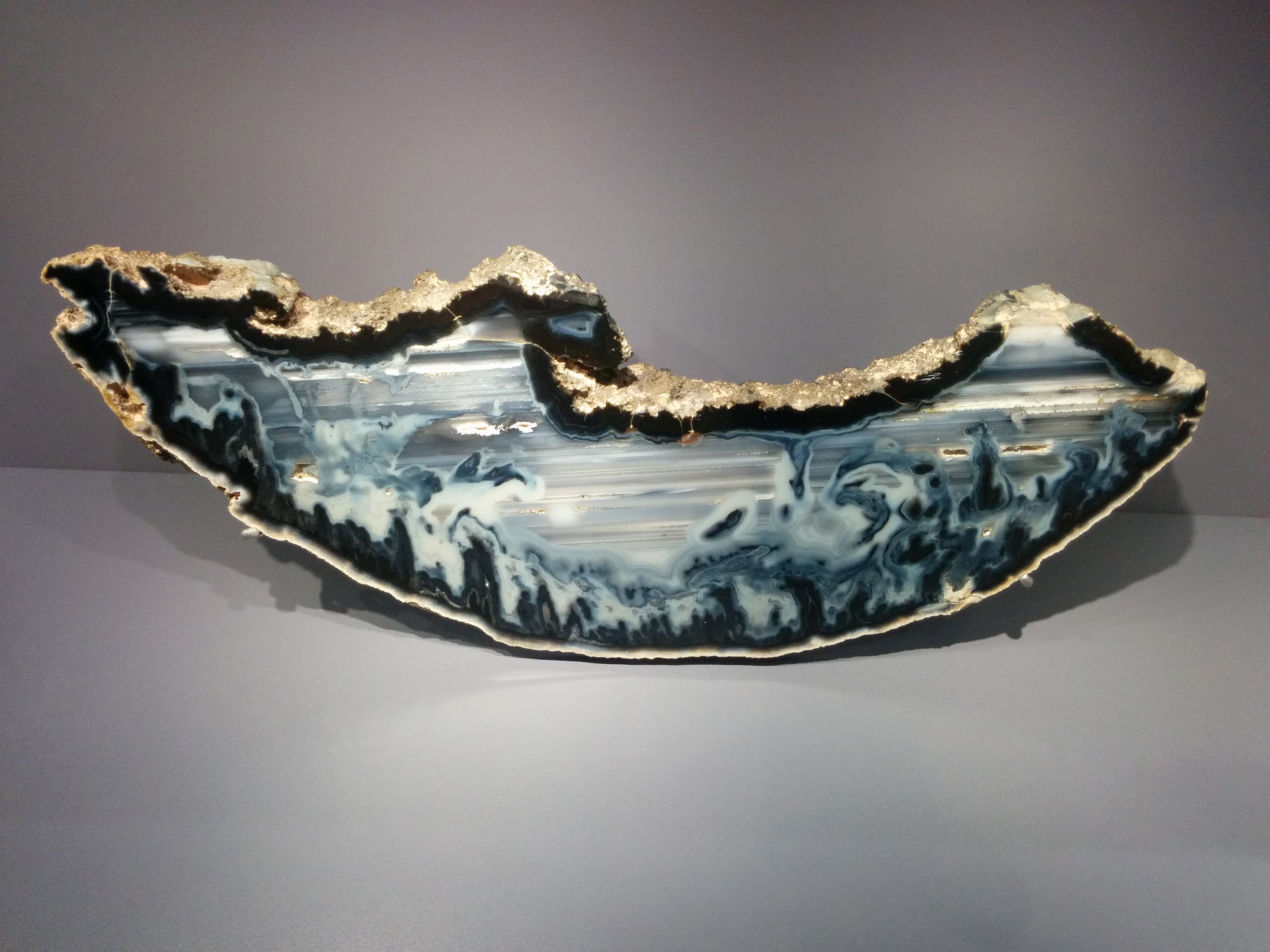
Agate renommée « Le Vaisseau » au MNHN.
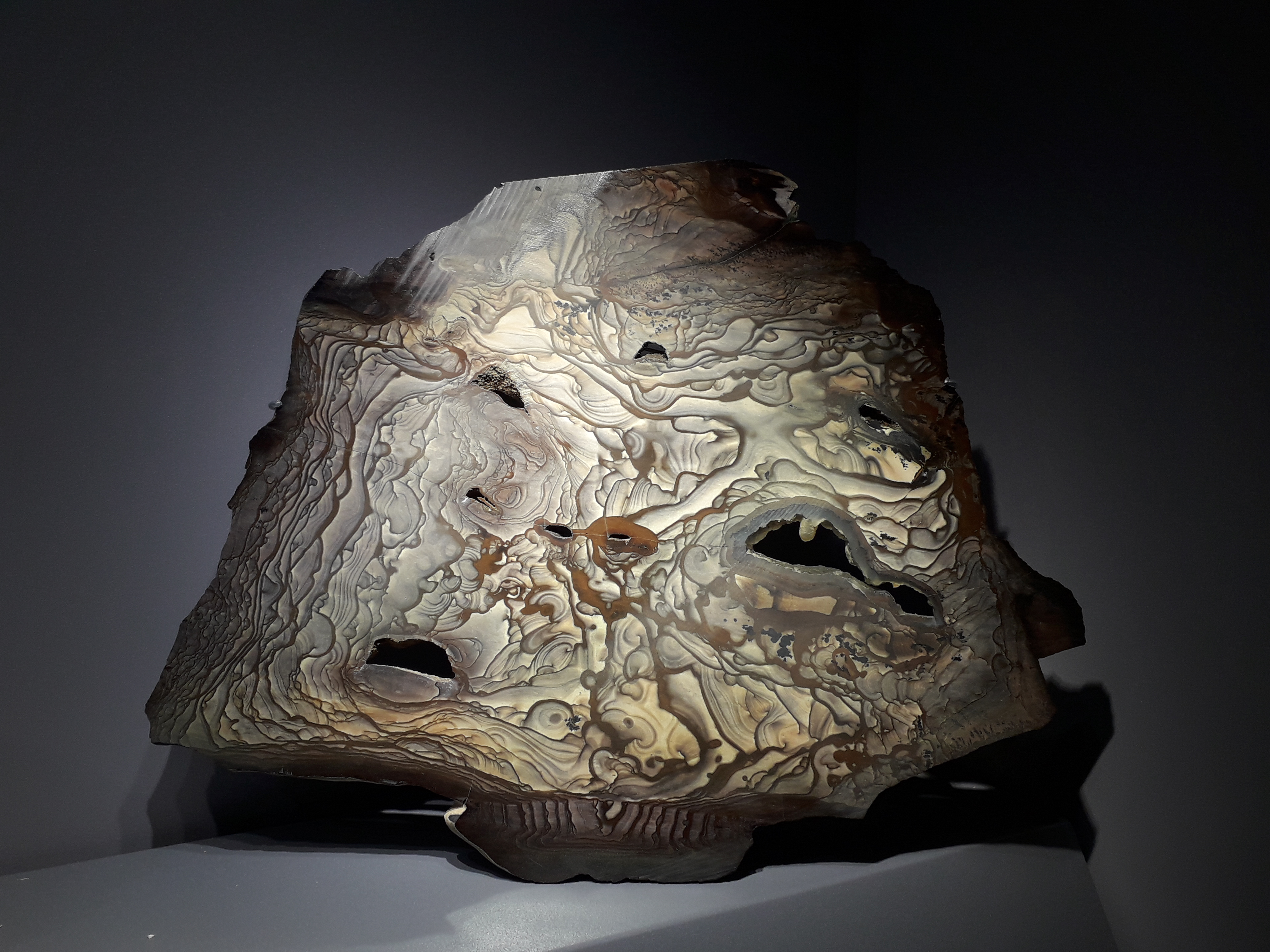
Jaspe de Biggs renommé « Masque grec » au MNHN.
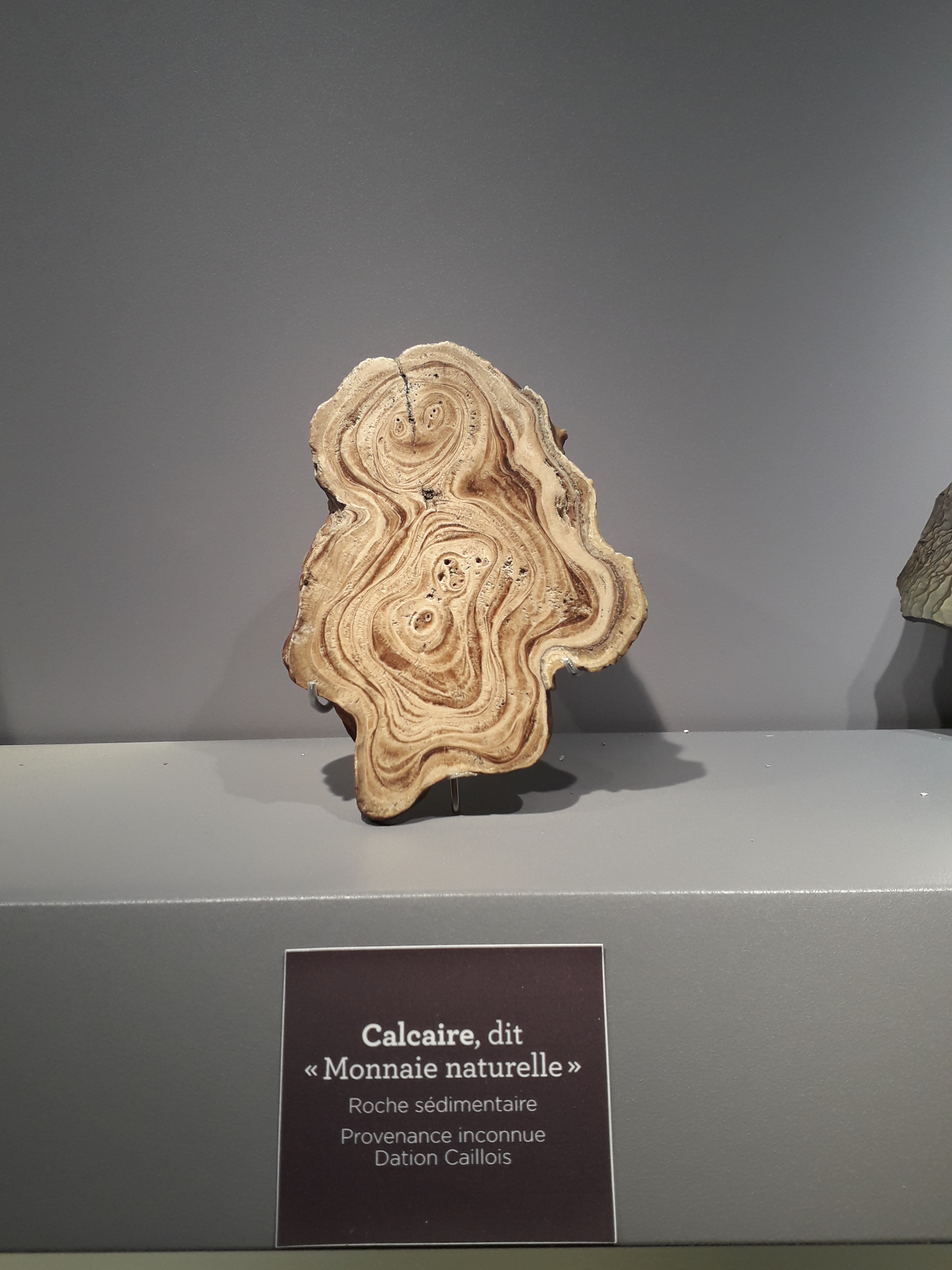
Calcaire dit « Monnaie naturelle » (plus précisémment  « Maternité magdalénienne ».
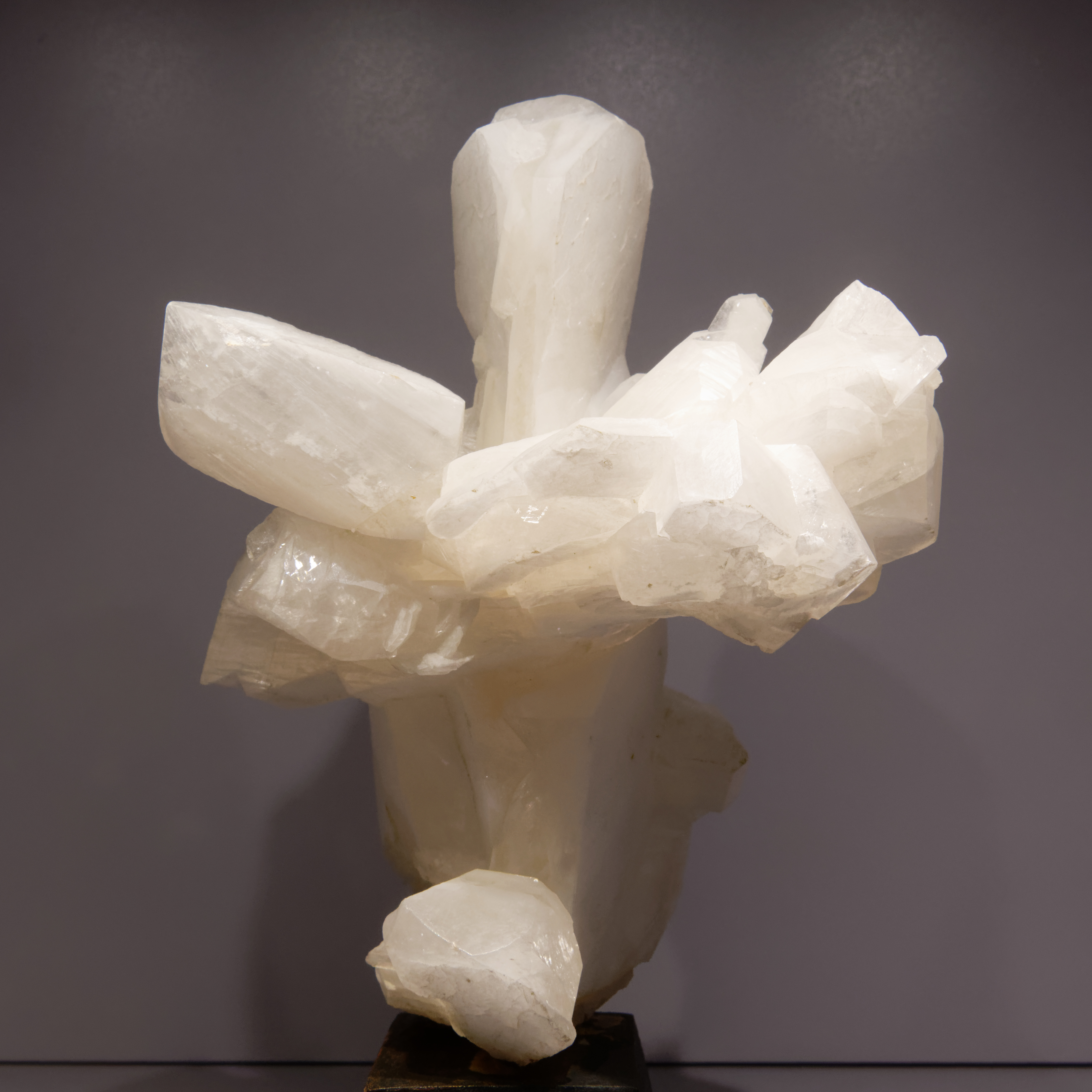
Calcite du Mexique dite « Femme à l'enfant » (en réalité « L'officiant » du théatre no japonais dans Pierres réfléchies, 1975)

## Thèmes de son œuvre
Sur le plan des recherches sociologiques, Roger Caillois s'est d'abord fait connaître par un essai d'anthropologie et de sociologie intitulé L'Homme et le Sacré dans lequel il développe une théorie de la fête.
En disciple de Marcel Mauss, il contribue à la fondation du Collège de sociologie avec Michel Leiris et Georges Bataille. Dans son ouvrage suivant Le Mythe et l'Homme paru chez Gallimard en 1938, il poursuit son analyse du mythe de la fête de façon plus systématique. Dans ce dernier livre, il propose une rationalisation, une analyse du système rationnel du mythe et de sa signification. Dans un de ses derniers ouvrages sociologiques, Les jeux et les hommes, il tente de construire une épistémologie visant à saisir la structure rationnelle des rêves et de l'imaginaire en général.
Caillois s'est, entre autres choses, interrogé sur la sympathie qui paraît régner entre les formes complexes du monde minéral et les figures de l'imaginaire humain. En 1966 paraît Pierres, où il fait l'éloge, dans un style d'une grande densité poétique, des minéraux. L'Écriture des pierres et Le Fleuve Alphée explorent également cette relation.

## Œuvre

### Éditions de son vivant
- 1938 : Le Mythe et l'Homme
- 1939 : L'Homme et le Sacré
- 1942 : Puissances du roman
- 1944 : La Communion des forts : études sociologiques[29]
- 1945 : Les Impostures de la poésie
- 1946 :
  - Le Rocher de Sisyphe
  - Vocabulaire esthétique
- 1948 : Babel, orgueil, confusion et ruine de la littérature
- 1950 : Description du marxisme
- 1951 : Quatre essais de sociologie contemporaine
- 1956 : L'Incertitude qui vient des rêves
- 1958 :
  - Les jeux et les hommes : le masque et le vertige, Gallimard ; éd. revue et augmentée, coll. « Idées », Gallimard, 1967
  - Art poétique. Commentaires. Préface aux poésies. L'Énigme et l'Image[30]
- 1960 : Méduse et Cie
- 1961 : Ponce Pilate, récit
- 1962 : Esthétique généralisée
- 1963 :
  - Bellone ou la pente de la guerre
  - Le Mimétisme animal
- 1964 : Instincts et société, essais de sociologie contemporaine
- 1965 : Au cœur du fantastique
- 1966 : Pierres
- 1966 : Obliques
- 1970 : L'Écriture des pierres
- 1973 :
  - La Dissymétrie
  - La Pieuvre : essai sur la logique de l'imaginaire
- 1974 : Approches de l'imaginaire
- 1977 : Mise au net, traduction[31] de poèmes d'Octavio Paz (Pasado en claro, 1975)
- 1978 :
  - Babel
  - Approches de la poésie : les impostures de la poésie, aventure de la poésie moderne, art poétique, reconnaissance à Saint-John Perse, résumé sur la poésie, ouverture
  - Le Champ des signes : récurrences dérobées, aperçu sur l'unité et la continuité du monde physique, intellectuel et imaginaire, ou premiers éléments d'une poétique généralisée
  - Le Fleuve Alphée Prix Marcel-Proust, prix européen de l'essai Charles-Veillon.

### Éditions posthumes
- 1991 : Les Démons de midi (tiré d'un mémoire d'études de 1936[32])
- 1997 : Correspondance Victoria Ocampo-Roger Caillois[33], éditions Stock
- 2007 : Images du labyrinthe (recueil de textes 1933-1978[34]), éditions Gallimard
- 2008 : Œuvres, sélection de textes par Dominique Rabourdin, Paris, Gallimard, coll. « Quarto », 1204 p.
- 2014 : Roger Caillois. La Lecture des pierres (beau-livre), collection Caillois et réédition des textes Pierres, L’Écriture des pierres et Agates paradoxales ; synopsis, recherches et photographies de François Farges (MNHN), préface de Massimiliano Gioni, postface d'Henri-Jean Schubnel, lexique de Gian Carlo Parodi, éditions Xavier Barral / Muséum national d’Histoire naturelle, 432 pages, 117 photographies.
- 2025 : Pierres anagogiques (analyse et commentaires), chapitres 9 et 10 de Chuchotements et enchantements : les pierres inscrites de Roger Caillois, auto-édition ouverte par François (MNHN), 1080 p.[26]

### Éditions illustrées ou de bibliophilie
- 1974 :
  - Un mannequin sur le trottoir, ill. par Pierre Alechinsky, Paris, Y. Rivière
  - Randonnées, ill. par Zao Wou-Ki, Paris, Y. Rivière
- 1975 : Pierres réfléchies, gravures de Raoul Ubac, éditions Maeght
- 1978 : Trois leçons des ténèbres, ill. par Pierre Albuisson, Fata Morgana ; rééd. 1989
- 1984 : La Lumière des songes, ill. en pleine page de Pierre Alechinsky, Fata Morgana
- 1991 : Images de l'univers, ill. en pleine page de Jean Bazaine, Deyrolle éditeur  (ISBN 2-908487-05-5)
- 1995 : Petit guide du XVe arrondissement à l'usage des fantômes[35], ill. par Gérard Titus-Carmel, Fata Morgana  (ISBN 978-2-85194-795-6)
- 2004 : Pierres réfléchies, ill. par Christiane Vielle, Les Bibliophiles de France
- 2009 : Jorge Luis Borges, dessins d'Antonio Seguí, Fata Morgana
- 2018 : Aveu du nocturne[34], dessins de Nathalie Bourdreux, Fata Morgana
- 2023 : Scritto nelle pietre (...) / Written in Stone (...), texte et 60 ill. en pleine page par François Farges, 2 versions (it et en), FMR Editore[23]
- 2025 : Chuchotements et enchantements (...) avec  plus de 800 ill. en pleine page des minéraux de la collection Caillois dont de nombreuses clichés inédits de pierres (minéraux, fossiles, roches), manuscrits et objets d'art de Caillois acquis en 2017 par le MNHN[26]